# Großengersdorf
Großengersdorf är en ort och kommun i Österrike. Den ligger i distriktet Mistelbach i förbundslandet Niederösterreich, 21 km nordost om huvudstaden Wien. Före 2008 skrevs namnet Groß-Engersdorf.